# Oximercuración
La oximercuración es un proceso químico que permite partiendo de un alqueno obtener un alcohol con regioquímica Markovnikov. El proceso ocurre mediante dos reacciones y se obtienen los productos con buenos rendimientos.

## Mecanismo de reacción

### A) Formación del catión mercurinio
Inicialmente se produce la adición electrofílica del acetato de mercurio; formándose un catión mercurinio.

### B) Formación del alcohol
Luego se produce la adición nucleofílica anti de agua en el carbono más sustituido (regioquímica Markovnikov). El agua luego se desprotona y se obtiene un compuesto organomercúrico.

### C) Reducción
El compuesto organomercúrico se trata posteriormente con borohidruro de sodio, generando una reducción del mercurio y la formación del alcohol. Se cree que la reacción se produce con intervención de radicales libres.